# William Wallace Irwin
William Wallace Irwin (* 1803 in Pittsburgh, Pennsylvania; † 15. September 1856 ebenda) war ein US-amerikanischer Politiker.

## Leben
Irwin studierte Jura und wurde 1828 in die Anwaltschaft aufgenommen. Danach praktizierte er in Pittsburgh. 1840 bis 1841 war er Bürgermeister der Stadt. Irwin wurde für die United States Whig Party in den 27. Kongress gewählt und vertrat dort den Bundesstaat Pennsylvania vom 4. März 1841 bis zum 3. März 1843 im US-Repräsentantenhaus. Nach seiner Karriere im US-Repräsentantenhaus wurde er vom 3. März 1843 bis zum 12. Juni 1847 Chargé d’Affaires in Dänemark. Er starb 1856 in Pittsburgh und wurde auf dem Allegheny Cemetery beigesetzt.